# Рыночные силы
«Рыночные силы» (англ. Market Forces) — четвёртый эпизод американского мультсериала «Новые приключения Человека-паука», основанного на одноимённом персонаже комиксов Marvel, созданном Стэном Ли и Стивом Дитко. Первый показ состоялся 22 марта 2008 года.

## Сюжет
Монтана и Инфорсеры крадут боевой костюм из бронированного грузовика Tri-Corp после того, как отравили охранников газом. Монтана доставляет его Молотоглаву, который настаивает на том, чтобы первый надел боевой костюм для завершения дела по убийству Человека-паука. На следующий день Питер Паркер свободно летает по городу в роли Человека-паука, не подозревая, что Монтана и его люди следят за ним. Паркер навещает Гарри, обсуждая с ним предстоящий выпускной вечер, и получает электронное письмо от Джоны Джеймсона из «Daily Bugle», в котором газетчик сообщает, что хочет купить его фотографии Человека-паука. Он уходит и обещает помочь Гарри с домашним заданием позже. Когда Паркер прибывает в офис газеты, Джона по ошибке гонит юношу, пока секретарша не говорит, кто это, и не возвращает Питера.
На обратном пути Питер слышит звук сигнализации и начинает погоню за преступниками. Но это оказывается ловушкой, и героя заманивают на склад свалки, где одетый в боевой костюм Монтана атакует его звуковыми волнами, называя себя Шокером. Монтана почти расправляется с Пауком, но встревает Алекс О’Хёрн, желающий сам убить героя, и тем самым мешает Шокеру, давая Пауку выиграть время. Затем Шокер отталкивает непутёвого помощника и думает, что покончил с Пауком раз и навсегда, и довольный улетает на вертолёте. Человек-паук, однако, выжил, но его чек с зарплатой был уничтожен. На следующий день в школе Гарри возмущается, что Питер оставил его. После школы Паркер идёт заменить свой чек в «Bugle», где помощник редактора Джо Робертсон предлагает ему приобрести камеру получше. Джона принимает фотографию, где Паук проигрывает. Далее Питер отправляется за О’Хёрном и его напарником Флинтом Марко в роли Человека-паука. Он побеждает их и просит сообщить Шокеру, что хочет взять матч-реванш.
Питер возвращается домой как раз к комендантскому часу и замечает, как тётя Мэй разбирается со счетами. Он размышляет, дать ли ей заработанных денег, но понимает, что ему нужна камера, и передумывает. Когда он приходит в школу на следующий день, Гарри снова в ярости из-за того, что Питер вновь забывает про их учебные планы. Ночью Молотоглав сообщает Шокеру, что Большой Босс недоволен его неудачей. Тем временем Питер безуспешно пытается пригласить секретаршу Джоны Бетти Брант на танцы. После того, как в городе начинаются толчки, и все думают, что это землетрясение, Питер понимает, что это Шокер, и, догадавшись, где его убежище, направляется к нему в роли Паука. Во время битвы Человек-паук безуспешно пытается выяснить, кто нанял Шокера, а затем обрушивает здание и побеждает Монтану.
Гарри возвращается домой, и его отец Норман говорит ему взять на себя ответственность и учиться самому. Затем Норман идёт на встречу с Молотоглавом, обсуждая, что помог им украсть костюм у Tri-Corp, поскольку они являются конкурентами его компании. Он разговаривает по громкой связи с Большим Боссом, который хочет, чтобы Норман создавал новых суперзлодеев в обмен на финансирование. Дома Питер всё же решает отдать деньги тёте Мэй, но она настаивает, чтобы он откладывал 10 % каждой зарплаты на новую камеру.

## Роли озвучивали
- Джош Китон — Питер Паркер (Человек-паук)
- Лейси Шабер — Гвен Стейси
- Дебора Стрэндж — Мэй Паркер
- Джеймс Арнольд Тэйлор — Гарри Озборн
- Алан Рачинс — Норман Озборн
- Джефф Беннетт — Монтана (Шокер)

## Производство
«Рыночные силы» были написаны Эндрю Робинсоном и срежиссированы Дэном Фосеттом. Хотя шоу выполнено в стиле традиционной анимации, для создания зелёных звуковых лучей, которыми стреляет Шокер, использовались компьютерные изображения. В оригинальных комиксах секретной личностью Шокера был человек по имени Герман Шульц. В мультсериале они изменили его личность на Инфорсера Монтану, который был уже заметным персонажем в комиксах. Использование Монтаны позволило сценаристам не придумывать совершенно новое происхождение Шокера. Его костюм в целом был таким же, как в комиксах, но имел дополнительные функции, включая очки и вибраторы. Монтану озвучил ветеран дубляжа — Джефф Беннетт.
Грег Вайсман, один из продюсеров мультсериала, придумал определённую схему именования эпизодов. Для «Рыночных сил» упор был сделан на экономику.
Эпизод первоначально транслировался 22 марта 2008 года в блоке Kids WB! на CW Network в 10:00.

## Отзывы

Динамика оценок IGN к эпизодам 1 сезона мультсериала

Эпизод получил в целом положительные отзывы телевизионных критиков. Эрик Гольдман из IGN оценил серию в 8,5 из 10 и написал: «Иногда перемены могут быть интересными, и этот эпизод был отличным примером». Гольдману понравился дизайн Шокера, который, по его мнению, остался верным первоначальному дизайну персонажа. Критик также был «заинтригован» изменением секретной личности Шокера. Он похвалил использование компьютерной графики, изображение жизни Питера и «крутой» финал.
Шон Эллиот из iF Magazine поставил эпизоду «А-» и подметил изменение секретной личины Шокера, написав, что это «избавляет сценаристов от необходимости придумывать совершенно другое происхождение персонажа, который в значительной степени в любом случае является злодеем второго уровня». Эллиот написал, что заключение Норманом Озборном сделки по созданию новых суперзлодеев было «чрезвычайно полезным» условием для введения и создания врагов для Человека-паука, с которыми он будет сражаться.

### Комментарии
1. ↑  В русском дубляже название не было произнесено, это любительский вариант перевода